# RSD
RSD（ドイツ語: Reichssicherheitsdienstの略）は、ナチス・ドイツ時代にヒトラー個人を警護するために設けられた機関である。警察や陸軍はおろか、親衛隊にも属さない独立した国家機関としてヨハン・ラッテンフーバーが創設した。彼は以後一貫して総統警護に専念した。
ヒトラーがミュンヘンからドイツ国首相としてベルリンに移るにあたり、暗殺を恐れて自前の信頼のおける護衛隊を幾つか設けたうちの一つである。当初は 「Führerschutzkommando」と呼ばれていたが、ヒトラーのみならず、ゲーリングほかの党要人を警護するようになり、「Reichssicherheitsdienst」に改名された。

## 名称
以下のような訳語がある。
- 護衛警察隊 : 橋本福夫訳（トレヴァ=ローパー『ヒトラー最後の日』雄鶏社、1951年）
- 帝国諜報部 : 松井ひろみ訳（オットマール・カッツ『ヒトラーと謎の主治医』東洋堂企画出版社、1984年）
- 公安局 : 小川真一訳（ウィル・ベルトルト『ヒトラーを狙った男たち』講談社、1985年）
- 総統官邸警備隊 : 佐々洋子・鴻英良・貝沢哉訳（V.K.ヴィノグラードフ『ヒトラー最期の真実』光文社、2001年）
- 国家保安局 : 広田厚司訳（広田『恐るべき欧州戦』光人社、2005年）
- 秘密情報機関 : 足立ラーベ加代・高島市子訳（トラウデル・ユンゲ『私はヒトラーの秘書だった』草思社、2004年）
- 帝国秘密情報機関 : 鈴木直訳（ヨアヒム・フェスト『ヒトラー 最期の12日間』岩波書店、2005年）

## 任務・編制
RSDの任務は、ヒトラー並びに党要人の警護、暗殺計画の捜査、被警護者の到着前に建物・人物の事前調査であった。
隊員の採用条件としては、信頼できるナチ党員、あるいは親衛隊員、それ以上に経験深い刑事警察官であること。そして、ヒトラー個人のお眼鏡に適わなくてはならなかった。多くはバイエルン州出身の刑事警察官である。ヒトラーは南ドイツのバイエルン人に親しみを感じていた。
1935年2月13日現在の編制は次のとおり。
- ベルリン警視庁刑事4名
- 内務省刑事警察より4名
- 従来の警護隊 (Führerschutzkommando) 15名（ヘルマン・ゲーリング、ルドルフ・ヘス、ヨーゼフ・ゲッベルス、ハインリヒ・ヒムラーの警護）
- 航空機操縦要員、ライプシュタンダルテ・SS・アドルフ・ヒトラーより31名。

## 歴史
世界大戦が始まって以降、ヒトラーは前線近くにいくつかの指揮所を設けた（総統大本営）。これらの指揮所におけるヒトラー警護も RSD の任務である。ヒトラーの逗留先には必ずこの警護隊の分署が設けられた。ベルリンの総統官邸、ベルヒテスガーデンのベルクホーフや東プロイセンのヴォルフスシャンツェにも分署があった。
また、前線近くであるので、国防軍最高司令部との取り決めに基づき、RSD の警護員は国防軍将校の階級を与えられ、任務遂行上必要であれば、国防軍の将兵並びに装具を自由に命令・利用できる権利を与えられた。このために1939年からは正式名称は、Reichssicherheitsdienst Gruppe Geheime Feldpolizei z.b.V. （RSD の特別任務のための秘密野戦警察部隊）となる。
この機関が注目されるのは、ベルリンの戦いの際のヒムラーの降伏交渉の真偽を調べる時である。出頭を渋るヒムラーの総統官邸代理人のヘルマン・フェーゲラインをベルリン市内の自宅から拘引する役目を果たしたのが、総統官邸に詰める RSD の副指揮官のペーター・ヘーグル刑事部長（Kriminaldirektor Peter Hoegl）である。ヒトラーの妻となったエヴァ・ブラウンの妹グレートルの夫にあたるヘルマン・フェーゲラインSS中将は逮捕後、即決裁判で処刑された。